# Camponotus kutterianus
Camponotus kutterianus é uma espécie de inseto do gênero Camponotus, pertencente à família Formicidae.